# Relation culturelle entre la France et la Géorgie
La relation culturelle entre la France et la Géorgie s’est élaborée au rythme des civilisations méditerranéennes, probablement de manière informelle à l’époque des premiers siècles lors de rencontres entre religieux ou au Ve siècle avec Pierre l'Ibère : les historiens ont proposé de multiples hypothèses, parfois s’appuyant sur des légendes entretenues par une tradition géorgienne ancienne, parfois sur des textes retrouvés.Lors des Croisades les combats communs en Palestine structurent cette relation autour du christianisme. Les premiers contacts d’État à État s’établissent sous les règnes de François Ier et de Louis XIV, et éveillent un intérêt. Plus tard, aux XVIIe, XVIIIe et XIXe siècles, les voyageurs français diffusent leur compréhension de la culture géorgienne auprès des milieux savants. Fin du XIXe et début du XXe siècles les libéraux et les révolutionnaires géorgiens font connaître dans leur pays les lumières politiques à la française. Après l’implantation d’ambassades à Tbilissi et à Paris (années 1990), les échanges culturels entre la France et la Géorgie se développent ; les facteurs liés à la mondialisation (libéralisation du commerce, facilitation du tourisme, internationalisation de l’art, accentuation des flux migratoires, …) contribuent à formater la relation culturelle avec une nouvelle dimension.

## Les légendes

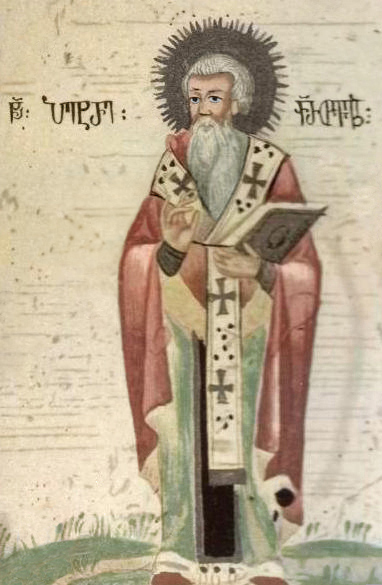
Pierre l'Ibère (412-491)

Selon l’historien Zourab Avalichvili (1876-1944), ancien secrétaire d’État aux Affaires étrangères de la République démocratique de Géorgie, un morceau de la vraie croix aurait été donné aux Croisés français à la bataille de Didgori en 1121 et aurait été envoyé à la Cathédrale Notre-Dame de Paris. Selon une autre légende Louis IX — dit Saint Louis — aurait fait confectionner au XIIIe siècle un reliquaire pour la Sainte-Chapelle de Paris par les orfèvres mingéliens à Zougdidi .

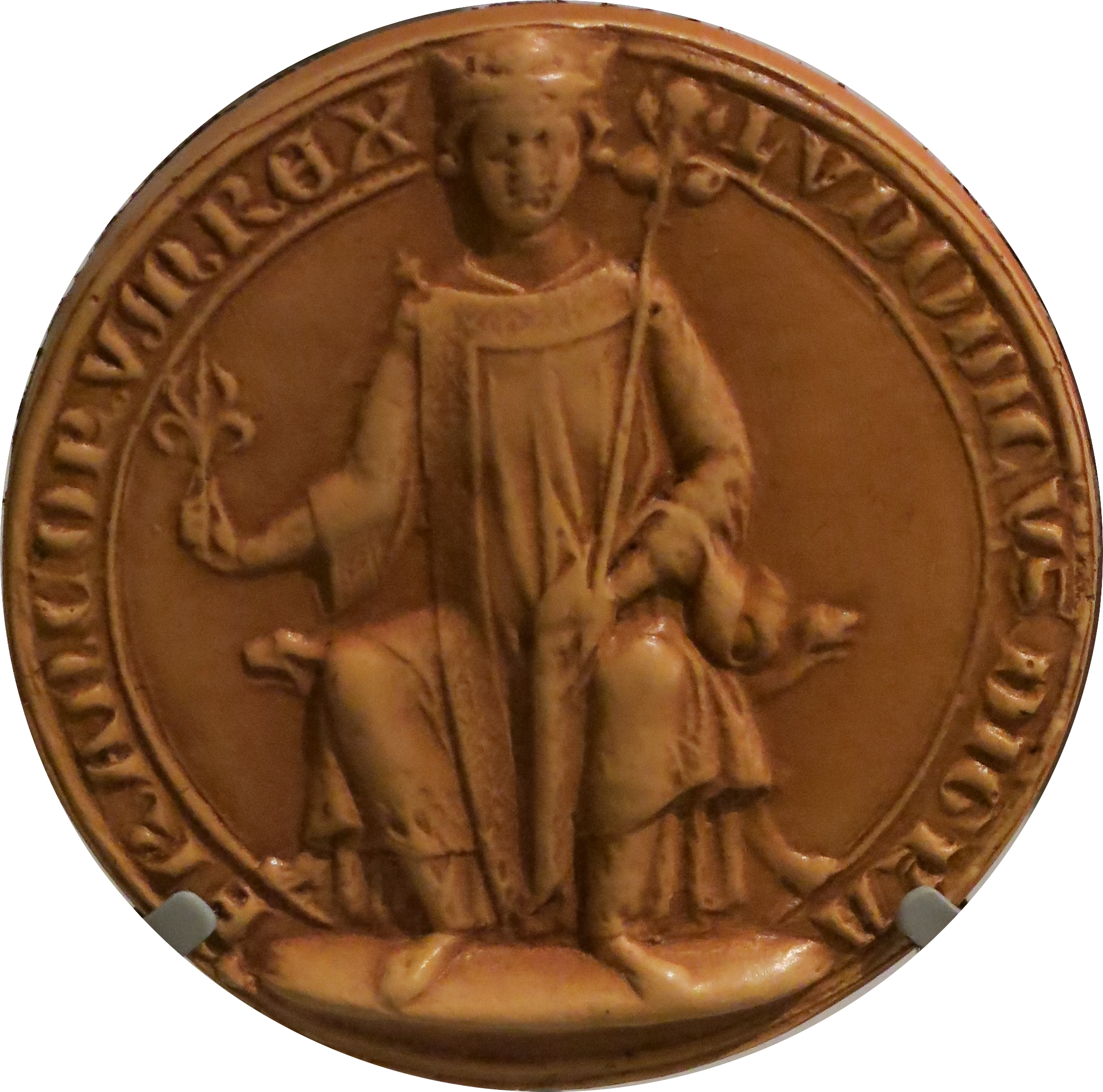
Premier sceau de Louis IX, dit Saint Louis

Ainsi sous les règnes des différents rois de France la Colchide était connue autrement que par les textes anciens. Des émissaires géorgiens ont fréquenté les cours royales françaises, en particulier celles de Charles VII, François Ier et Louis XIV : le moine-savant Saba Soulkhan Orbéliani  reste pour les Géorgiens le découvreur de la culture française en 1714. 
.

Saba Soulkhan Orbéliani, moine-savant à la cour de Louis XIV

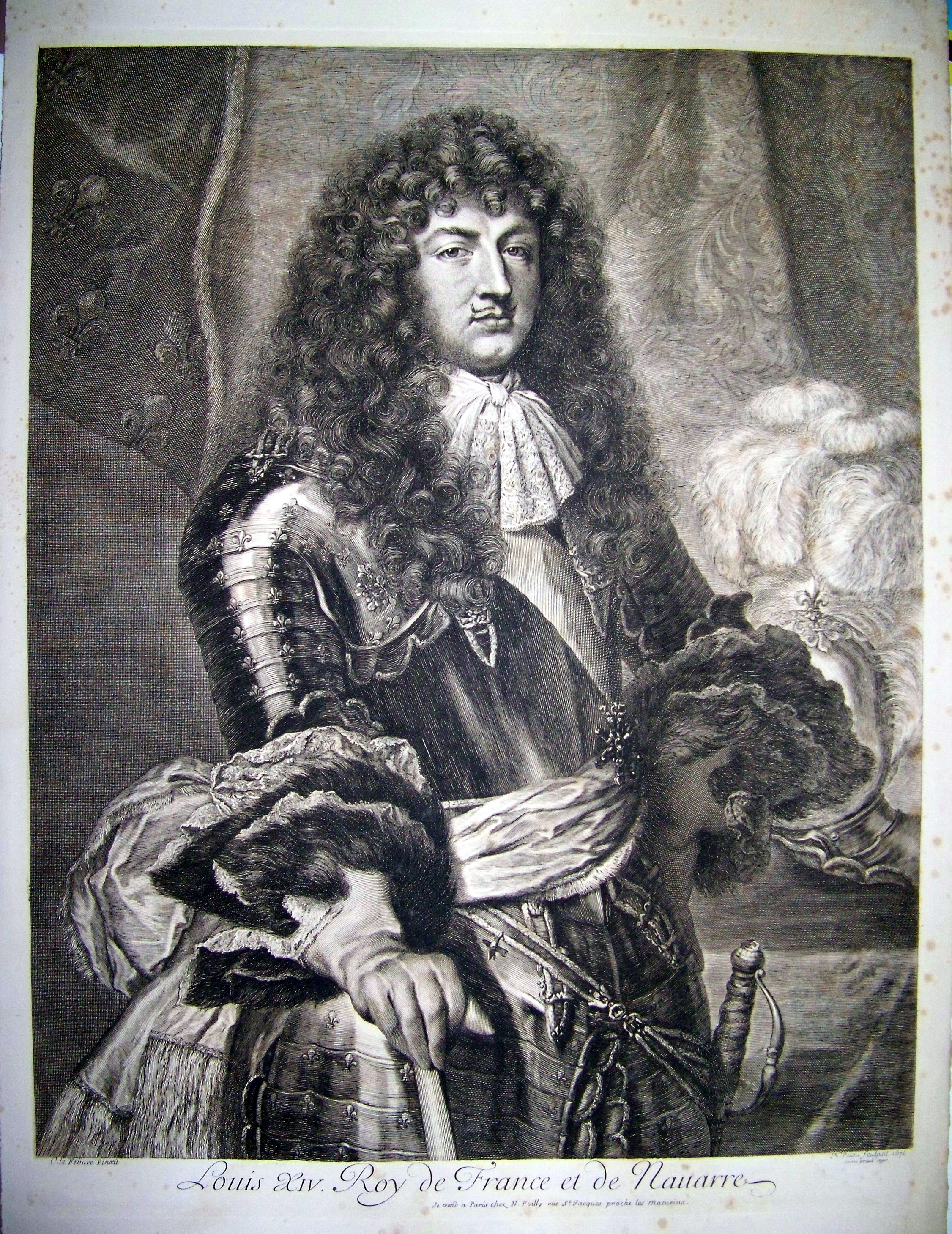
Louis XIV

L’élite géorgienne se tourne vers d’autres horizons, Saint-Pétersbourg ou Berlin, afin de trouver le chemin de son identité : si Paris est porteur d’idées d’émancipation nationale, il faut attendre le XIXe siècle pour que des Géorgiens ne foulent à nouveau le territoire français. La relation entre les deux pays s’approfondit par l'intermédiaire des voyageurs porteurs de culture française et rapporteurs des cultures rencontrées au cours des périples ; en situation, ils utilisent auprès des clercs locaux une langue tierce, ancienne ou moderne, latin et grec, arabe et perse ; la langue russe apparaît comme véhicule de communication à partir du XIXe siècle.

## XVIIe–XVIIIesiècles
Aux XVIIe et XVIIIe siècles Jean-Baptiste Tavernier (1605-1689), Jean Chardin (1643-1713) et Joseph Pitton de Tournefort (1656-1708) découvrent le Caucase. De 1631 à 1668, Jean-Baptiste Tavernier voyage en Orient à plusieurs reprises ; s’il atteint l’Inde, il s’arrête à Constantinople, au Caucase et en Perse ; il est l’auteur des Six Voyages en Turquie, en Perse et aux Indes, publié en 1676 et écrit : "Les Géorgiens ont une merveilleuse adresse à tirer de l’arc et sont en réputation d’être les meilleurs soldats de toute l’Asie.… Outre leur grande beauté, les Géorgiennes ont un autre avantage, elles se peuvent vanter surtout à Tiflis d’avoir plus de liberté que les femmes n’en ont dans tous les autres endroits d’Asie". Entre 1665 et 1680, Jean Chardin se rend en Inde et en Perse à plusieurs reprises, et séjourne en Géorgie ; il est l'auteur du Voyage en Perse et aux Indes, par la mer Noire et la Colchide, dont la publication en plusieurs volumes commence en 1686 et se termine en 1711 à Amsterdam, ayant émigré comme nombre de protestants et réédité en 2007 ; il écrit à propos du vin en Géorgie "Il n'est pas de pays où l'on boive plus et mieux". Du 9 mars 1700 au 3 juin 1702, Joseph Pitton de Tournefort effectue un voyage en Méditerranée, en mer Noire, en Géorgie, en Arménie et en Turquie ; il rapporte des notes très précises en termes d'archéologie, de botanique, de défense militaire, d'ethnologie, de géographie, de religion et de sociologie; il est l'auteur de Relation d’un voyage au Levant fait par ordre du roy, publié à titre posthume en 1717 et écrit "La Géorgie est un pays fort tranquille aujourdh‘hui, mais elle a servi plusieurs fois de théâtre à la guerre entre les Turcs et les Perses".

## XIXesiècle
Le XIXe siècle voit l’approfondissement des échanges entre les cultures française et géorgienne. Napoléon Ier en est le premier acteur involontaire : en attaquant l’Empire russe, il donne l’espoir d’une défaite de Saint-Pétersbourg -— la Russie a annexé unilatéralement le territoire géorgien en 1801 — et d’une libération de la Géorgie. 

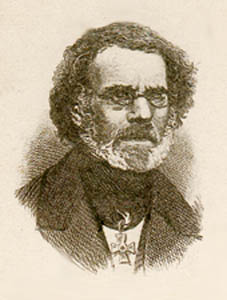
Marie-Félicité Brosset

Une série de voyageurs français s’intéressent ensuite au Caucase, de Frédéric Dubois de Montperreux (1798-1850) au baron Joseph de Baye (1853-1931), en passant par Marie-Félicité Brosset (1802-1880), Ernest Chantre (1843-1924) et Théophile Deyrolle (1844-1923), sans oublier Alexandre Dumas (1802-1870), qui par leurs publications, leurs livres et leurs photographies, contribuent à la connaissance de la Géorgie en France. L’archéologue, et photographe, Joseph de Baye visite le Caucase chaque année de 1897 à 1904, en particulier Tiflis et les régions de la Géorgie ; il se lie d'amitié avec quelques intellectuels de l'époque (David Saradjichvili, Théko Sakhokia, Ekvtimé Takhaïchvili, Ilia Tchavtchavadzé, Alexandre Tsagréli, Akaki Tsérétéli…) ; il publie textes et photographies en France, mentionnant "Comme je l’ai dit maintes fois, il faut se hâter d’étudier ces races appelées à perdre leur originalité ou à disparaitre, en face de l’œuvre d’extension, de pénétration, d’assimilation opérée par les Russes". 

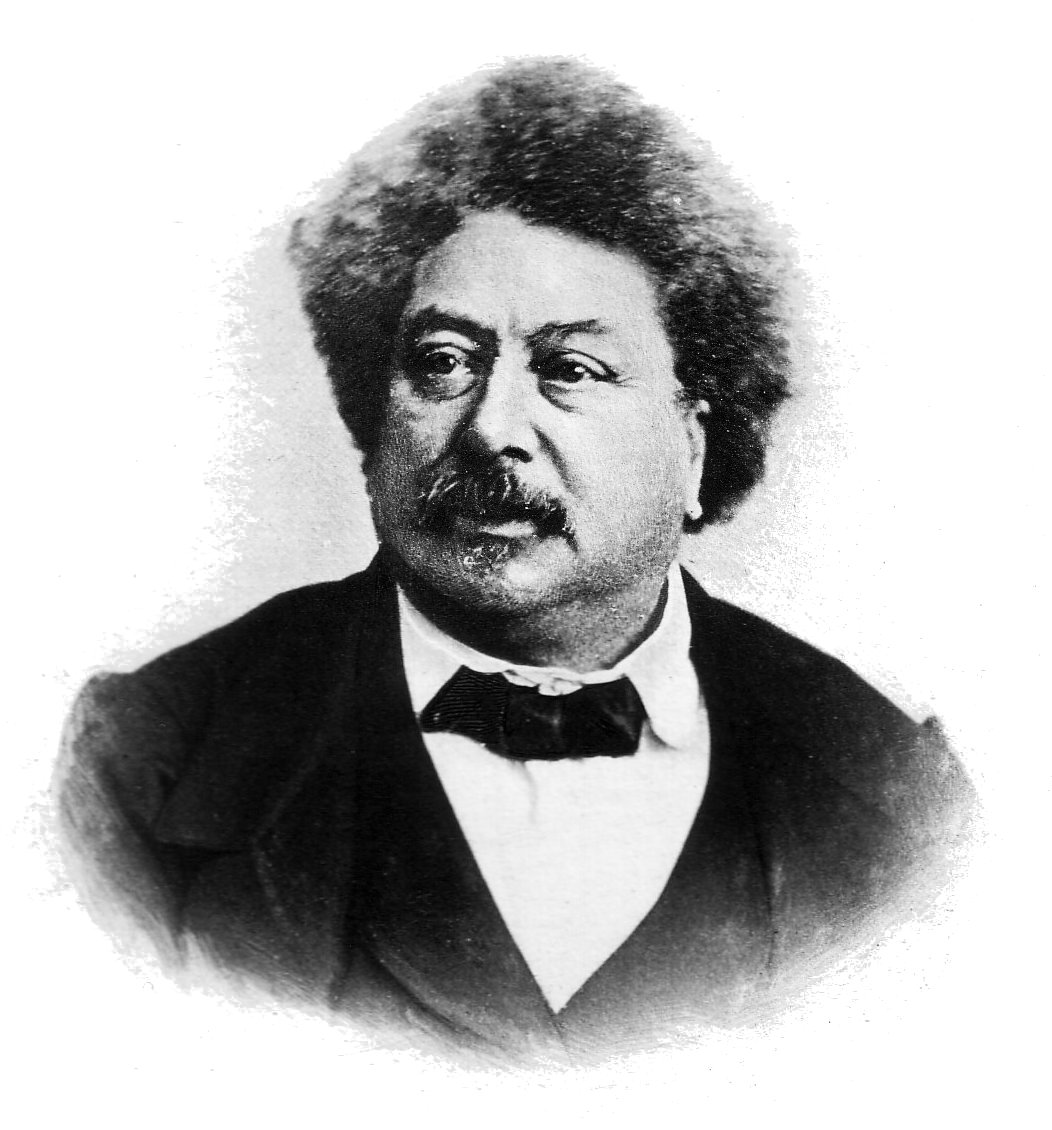
Alexandre Dumas

Marie-Félicité Brosset, membre de la Société asiatique à Paris et de l’Académie des sciences de Russie à Saint-Pétersbourg, locuteur en langue géorgienne –— après un apprentissage à partir de traductions de la Bible —, a été l’un des premiers linguistes à pouvoir établir des ponts entre les cultures française et géorgienne ; en 1841,il publie une version françaises du poème de Chota Roustavéli Le Chevalier à la peau de panthère ; il publie ensuite une monumentale Histoire de la Géorgie constituée à partir de documents consultés dans les bibliothèques et les archives, rapportés de Géorgie par d’autres voyageurs ou par lui-même (1847 et 1848).

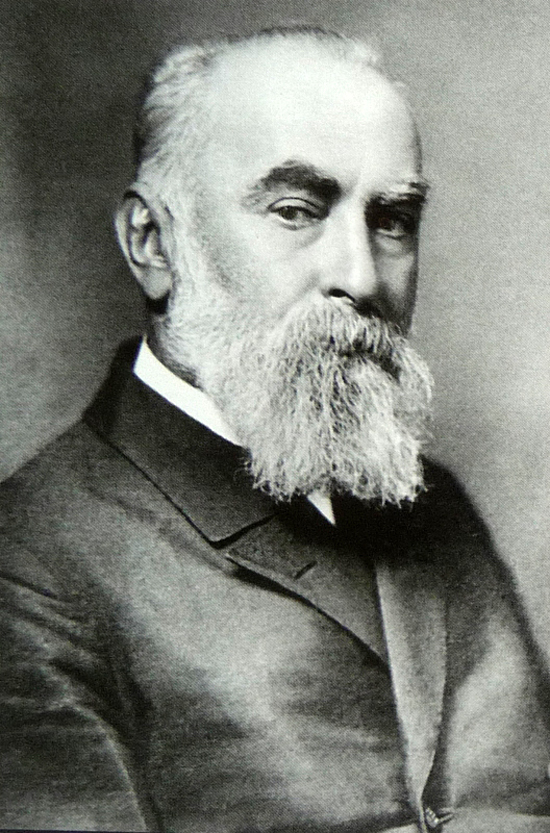
Niko Nikoladze

À contrario, de jeunes aristocrates et révolutionnaires, comme Niko Nikoladzé (1843-1928), Georges Dekanozichvili (1867-1910) ou Joseph Davrichachvili (1882-1975), viennent chercher les lumières françaises à Paris. Nikoloz Nikoladzé, écrivain et journaliste, séjourne à Paris durant les années 1860 ; il acquiert la conviction que le mouvement de libération nationale de la Géorgie est inévitable et qu’à l’image de l’Europe occidentale il faut le préparer par une économie libérale ; après son retour en Géorgie et son élection comme maire de Poti, il s’investit dans le développement économique — basé sur l’arrivée de capitaux —, chemin de fer, infrastructure portuaire, oléoduc et commerce. Georges Dekanozichvili, ingénieur des mines, visite la France en 1899 et le Brésil en 1902, où il est sensibilisé aux conditions de vie des mineurs et au progrès social. De retour en Géorgie, il est l’un des fondateurs du Parti socialiste fédéraliste révolutionnaire, non marxiste, défendeur d’une fédération de Russie laissant une large autonomie aux nations associées. Joseph Davrichachvili, révolutionnaire et détrousseur du Trésor public russe, gagne la France en 1912 où il devient français ; aviateur, membre du contre-espionnage et résistant durant la Seconde Guerre mondiale, il contribue au mythe de l’aventurier géorgien, magnifié en littérature française par l’une de ses descendantes, Kéthévane Davrichewy. Le mouvement socialiste international, réunissant ou opposant selon les époques, sociaux-démocrates, sociaux-révolutionnaires, sociaux-fédéralistes, bolcheviks et mencheviks géorgiens, est vecteur de diffusion de la culture française auprès d'une partie des révolutionnaires géorgiens, lors des Congrès ou lors des périodes de proscription à l'étranger.

## XXesiècle
Au XXe siècle, durant la période soviétique, la relation culturelle franco-géorgienne est réduite, ou objet de propagande. En France, dès les années 1920, l'immigration politique géorgienne contribue à diffuser certains aspects de la culture géorgienne, l'Association géorgienne en France en particulier, mais également des professeurs d'université d'origine géorgienne comme Michel Mouskhély (1903-1964) et Alexandre Manvelichvili (1904-1997) à l’université de Strasbourg, Georges Charachidzé à l'INALCO ou des historiens (Kalistrat Salia). 
Après la Seconde Guerre mondiale, le retour en Géorgie de quelques-uns des descendants d'émigrés (la musicienne Ethery Dajkéli, l'écrivain et traducteur Serge Tsouladzé ou la traductrice et professeur Thina Sardjévaldzé) suscite un intérêt pour la culture française.

## XXIesiècle

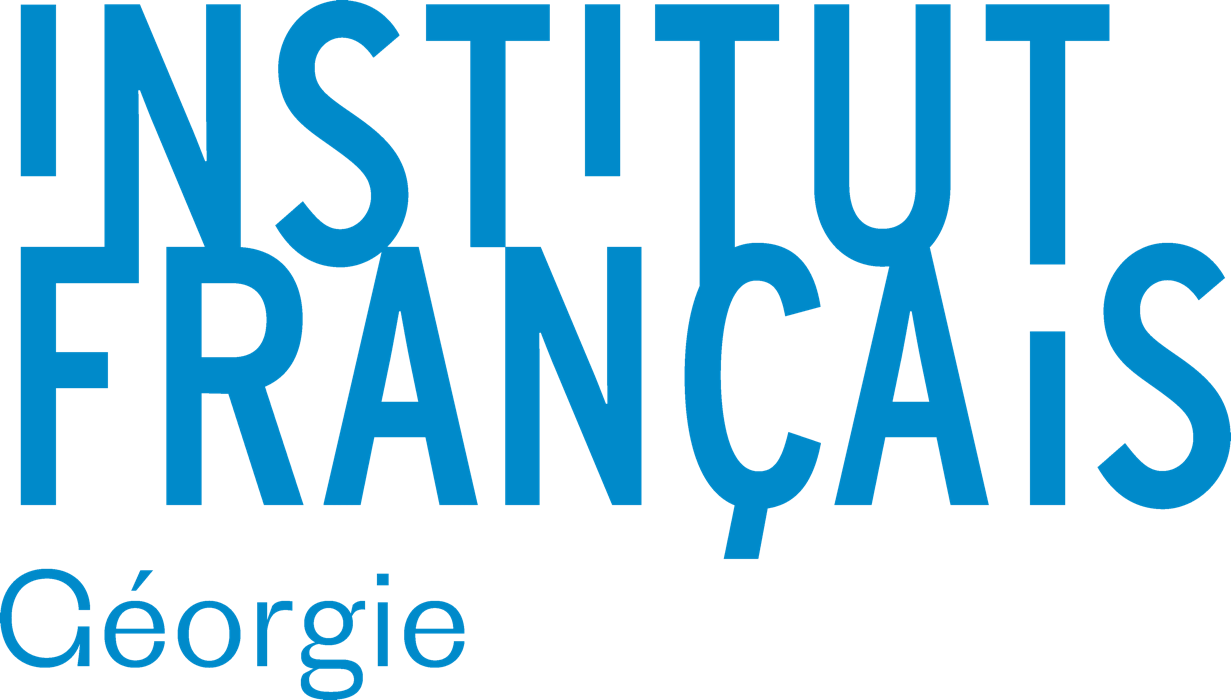

En 2002, Mireille Musso, ambassadrice de France, crée le Centre culturel français Alexandre Dumas de Tbilissi, — dont la direction est assurée par François Laurent jusqu'en 2007, puis par Joël Bastenaire. L'Institut français de Géorgie lui succède en 2011 et constitue une institution de promotion de la culture française sur tout le territoire géorgien : il est d'abord dirigé par Gilles Carasso, puis par Jean-Yves Lavoir. 
L'institut participe à la scène culturelle géorgienne en créant des évènements à dimension nationale, régionale ou locale, en créant des échanges entre la France et la Géorgie, et en développant des partenariats avec d'autres entités culturelles, gouvernementales ou non-gouvernementales. Il dispose d'une salle de conférence convertible en salle de cinéma, d'une galerie d'exposition, d'un club de lecture ainsi que d'un espace pour les plus jeunes. Il abrite une médiathèque disposant de plus de 16 000 documents et revues francophones accessibles au grand public, ainsi que d'une culturethèque en ligne proposant quelques milliers de documents supplémentaires. Sa bibliothèque est abritée par la Bibliothèque nationale de Géorgie. Il propose un service de traduction professionnel français-géorgien. Outre son activité culturelle, l’Institut français a pour mission de promouvoir la langue française par la formation auprès d’un public aussi large que possible, l’organisation des examens et la délivrance des certifications internationales associées. Il soutient également des filières universitaires francophones.

### Art lyrique et musique classique

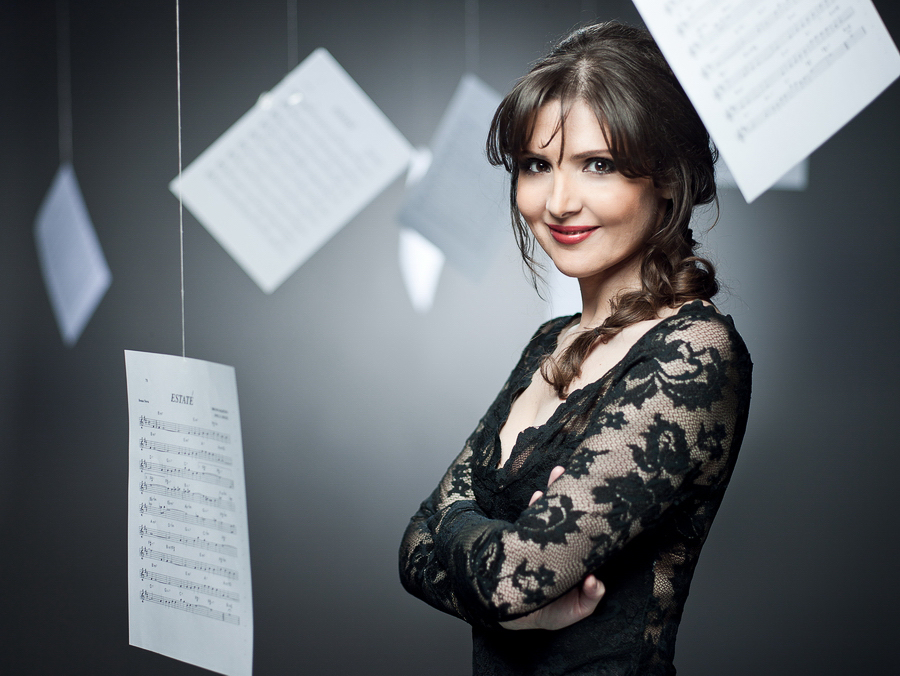
Elisso Bolkvadze, ambassadrice de l'UNESCO

Dans la continuité d’une école lyrique géorgienne séculaire, les artistes de ce pays se produisent à l’étranger, et notamment en France, pour les femmes les soprano Tamar Iveri et Nino Machaidze , les mezzo-soprano Nona Javkhidze et Anita Rachvelishvili, interprète principale de Giuseppe Verdi à l’Opéra de Paris. pour les hommes les basses Paata Burchuladze, Nikia Guliashvili et Sulkhan Jaiani, les barytons Gocha Abuladze, Lado Ataneli et George Gagnidze , les ténors Otar Jorjikia et Irakli Kakhidze — ayant poursuivi sa formation en France. 
Tout comme pour l’art lyrique, l’école musicale géorgienne est ancienne. Se produisent régulièrement sur les scènes françaises, les pianistes Irakly Avaliani (vivant en France), Tamara Beraia, Georges Bériachvili (vivant en France), Elisso Bolkvadze (ambassadrice de bonne volonté pour l'Unesco, à Paris), Khatia Buniatishvili  (vivant en France), Margarita Chkheidze, Manana Doijachvili, Mikheil Kandashvili, Aliza Kezeradze, Nino Pavlenichvili (vivant en France), Elisso Virssaladze, la violoniste Lisa Batiashvili, mariée au musicien français François Leleux ou le violoncelliste Giorgi Kharadze. 

### Chants et danses traditionnels
Si l'immigration politique géorgienne des années 1920, et leurs descendants, ont fait connaitre le folklore traditionnel à une audience restreinte en France, à partir des années 1950, le Ballet national géorgien Soukhichvili produit des représentations pour un public plus large. À la fin des années 1990, deux professionnels, Pascal Jordan et Jim Lowe, utilisant les techniques d'avant-garde, produisent à grande échelle le spectacle Georgian Legend. Parallèlement, une multitude de chœurs de polyphonie géorgienne se développe, souvent encouragée par l'arrivée de chanteurs géorgiens sur le sol français, mais parfois après l'apprentissage effectué par des chanteurs français en Géorgie,.

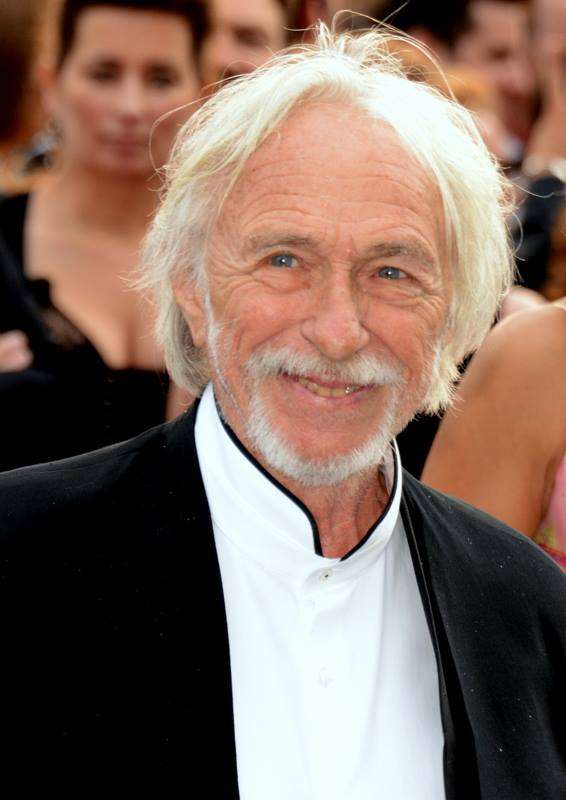
Pierre Richard

### Cinéma
Durant la période soviétique, des films de réalisateurs géorgiens sont projetés dans certaines salles d'art et d'essai, comme ceux de Tenguiz Abuladze. Après 1991, certains réalisateurs géorgiens se tournent vers des coproductions franco-géorgiennes faute de moyens dans leur pays, par exemple en 2012 Keep Smiling ou en 2015 Particulier à particulier. Ils s’installent même parfois en France comme Otar Iosseliani (en 1982), Gela Babluani (en 1996) ou Nino Kirtadzé (en 1997). Les générations les plus jeunes complètent leur formation dans des institutions françaises, Salomé Alexi  (La Fémis en 1996), Rusudan Chkonia (Cinéfondation du Festival de Cannes en 2007), Téona Grenade (La Fémis en 2008), George Varsimashvili (université Paris-VIII et ESRA), Dea Kulumbegashvili (Cinéfondation du Festival de Cannes en 2015). Parfois des réalisateurs géorgiens tournent en Géorgie avec des comédiens français, comme Nana Djordjadze avec Pierre Richard dans Les Mille et Une Recettes du cuisinier amoureux, en 1996. À l’inverse, quelques réalisateurs français se sont lancés dans des tournages de longs métrages en Géorgie comme Julie Bertuccelli ou de documentaires comme Mathilde Damoisel.

### Sculpture monumentale

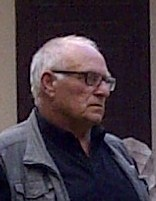
Djoti Bjalava

Le sculpteur Zourab Tsereteli, auteur d’œuvres monumentales, a soulevé maintes polémiques en France tant sur le plan artistique (Statue de Jean-Paul II installée à Ploërmel en 2006, Groupe de statues des quatre mousquetaires installé en 2010 à Condom, statue de Marina Tsvetaïeva  installée à Saint-Gilles-Croix-de-Vie en 2012…) que sur le plan politique (réfugié à Moscou sous la protection de Vladimir Poutine) .  Djoti Bjalava —  dans la région de Castelnaudary depuis les années 1990 —, ainsi qu’Irakli Chkhartishvili — dans la région de Mulhouse depuis 2009 — perpétuent la tradition géorgienne de la taille artistique de pierre, dans l'esprit de constitution d’œuvres monumentales.

### Projets franco-géorgiens
Les projets culturels franco-géorgiens prennent naissance la plupart du temps en France à partir de l'action de l'Ambassade de Géorgie (de l'exposition des œuvres du peintre Niko Pirosmani à Nantes en 2002 à celle des photographies d'Hughes Kraft à Reims en 2017 à la suite de son voyage dans le Caucase), celles d'entités territoriales françaises (jumelage ou coopération territoriale, Nantes et Tbilissi, Département de l'Yonne et Kakhétie, Cité du Vin à Bordeaux...) ou d'associations communautaires géorgiennes (Association géorgienne en France, Centre culturel géorgien Lazi de Paris...), en Géorgie souvent à partir de l'action de l'Institut français de Tbilissi (journée annuelle de la francophonie, devenue semaine annuelle puis mois de la francophonie par exemple) ou des entités territoriales associées à leurs homologues françaises : ils sont trop nombreux pour pouvoir être cités. 

Logo de la commune de Leuville-sur-Orge

Néanmoins, le site emblématique de Leuville-sur-Orge, symbole durant 70 années d'une souveraineté géorgienne ne voulant rien céder à l'occupation soviétique, a abrité un premier projet culturel franco-géorgiens particulier, la création en 2003 par la Commission culturelle de la commune — sous l'impulsion du professeur Parmentier, maire-adjoint à la culture — des Journées franco-géorgiennes, annuelles, patronnées par le Sénat français et le Conseil général de l'Essonne, et un second projet d'une toute autre ampleur, devant mobiliser 5 millions d'euros sur plusieurs années et lancé en 2016, celui de la création d'un centre culturel franco-géorgien par l'État géorgien, ayant pour maître d'œuvre le ministère géorgien des Affaires étrangères,.